# Saint-Bonnet-l'Enfantier
 Saint-Bonnet-l'Enfantier  (en occitano Sent Bonet) es una comuna y población de Francia, en la región de Lemosín, departamento de Corrèze, en el distrito de Brive-la-Gaillarde y cantón de Vigeois.
Su población en el censo de 2008 era de 326 habitantes.
Está integrada en la Communauté de communes des trois A: A20, A89 et Avenir.

## Demografía
| 357 | 369 | 306 | 305 | 270 | 258 | 326 |
| Para los censos de 1962 a 1999 la población legal corresponde a la población sin duplicidades (Fuente: INSEE [Consultar]) |     |     |     |     |     |     |